# 斑鰭南鰍
斑鰭南鰍（學名：Schistura spiloptera）為輻鰭魚綱鯉形目條鰍科南鰍屬的其中一種。被IUCN列為極危保育類動物，分布於亞洲越南湄公河流域，體長可達5.2公分，棲息在山區急流底層水域，生活習性不明。

## 扩展阅读
維基物種上的相關：斑鰭南鰍